# Heteropoda nobilis
Heteropoda nobilis este o specie de păianjeni din genul Heteropoda, familia Sparassidae. A fost descrisă pentru prima dată de L. Koch, 1875. Conform Catalogue of Life specia Heteropoda nobilis nu are subspecii cunoscute.